# Max Margules
Max Margules (Brody, Galicië, 23 april 1856 – Perchtoldsdorf, Neder-Oostenrijk, 4 oktober 1920) was een Oostenrijks meteoroloog.

## Levensloop
Margules studeerde wiskunde, scheikunde en natuurkunde in Wenen. Hij kreeg onder andere les van Ludwig Boltzmann. In 1877 begon hij als vrijwilliger bij het centraal meteorologisch en aardmagnetisch instituut (ZMAG) in Wenen. Na twee jaar trok hij naar Berlijn voor een eenjarige studie. Hij kwam terug naar Wenen en behaalde zijn doctorstitel in de elektrodynamica. Tijdens zijn doctoraalstudie verdiende hij een zakcentje als privédocent aan de academie. Zijn carrière eindigde nadat deze job aan een ander werd overgedragen. Hij keerde terug bij het ZMAG. Hier richtte hij zich op de elektro- en hydrodynamische vraagstukken. In zijn vrije tijd werkte hij aan fysische and fysico-chemische problemen. De Duhem-Margules-vergelijking en het activiteitsmodel van Margules zijn voorbeelden van zijn vrijetijdsbesteding. In 1900 verlegde hij zijn interesse geheel naar de meteorologie, waarin hij zijn thermodynamische kennis volledig benutte. Dit leidde tot de formule van Margules (1906), die de helling van een meteorologisch front karakteriseert.
In 1919 beloonde het Oostenrijkse gezelschap van de meteorologie hem met de zilveren Hann Erkenningsmedaille. Hij accepteerde de medaille, maar weigerde het geld. Hij leefde van een schamel pensioen, dat tevens verder devalueerde door het uitbreken van de Eerste Wereldoorlog. Hij weigerde geld of eten aan te nemen van collega's. Hij nam genoegen met de voedselbonnen die in de naoorlogse tijd werden uitgereikt. Nadat hongeroedeem was geconstateerd weigerde hij ziekenhuisopname. Op 4 oktober 1920 stierf hij door verhongering.
Julius von Hann en Max Margules worden tegenwoordig gezien als belangrijke theoretische pijlers van de meteorologie.

## Publicaties
- Über die Schwingungen periodisch erwärmter Luft, in: Sbb. Wien, math. nat. Kl., Bd. 99, Abt. 2a, 1890
- Luftbewegungen in einer rotierenden Sphäroidschale bei zonaler Druckverteilung, ibid., Bd. 101/02, Abt. 2a, 1892-93
- Vergleichung der Barogramme von einigen Orten rings um Wien, in: Meteorolog. Z., Bd. 14, 1897
- Material zum Studium der Druckverteilung und des Windes in NÖ, in: Jhb. der k. k. Centralanstalt für Meteorol. und Erdmagnetismus in Wien, NF, Bd. 35, 1900; Bd. 37, 1902
- Temperaturstufen in NÖ im Winter 1898/99, ibid., Bd. 36, 1901
- Über den Arbeitswert einer Luftdruckverteilung und die Erhaltung der Druckunterschiede, in: Denkschriften Wien, math.-nat. Kl., Bd. 73, 1901
- Über rasche Erwärmungen, in: Meteorolog. Z., Bd. 20, 1903
- Über Temperaturschwankungen auf hohen Bergen, ibid., Bd. 20, 1903
- Über die Energie der Stürme, in: Jhb. der k. k. Centralanstalt für Meteorol. und Erdmagnetismus in Wien, NF, Bd. 42, 1905
- Über Temperaturschichtung in stationär bewegter und in ruhender Luft, in: Meteorolog. Z., Hann-Bd., 1906
- Über die Änderung des vertikalen Temperaturgefälles durch Zusammendrückung oder Ausbreitung einer Luftmasse, ibid., Bd. 23, 1906
- Zur Sturmtheorie, ibid., Bd. 23, 1906; etc.

## Biografie
- Österreichisches Biographisches Lexikon ÖBL, S. 84f
- Neue Deutsche Biographie NDB, Bd. 16, S. 169; Familienartikel, 170f
- Exner, W., Max Margules. In: Meteorologische Zeitschrift 37, 1920
- Gold, E., Dr. Max Margules. In: Nature, Vol. 106, Issue 2661, S. 286-287 (1920)
- In honor contribution of Max Margules to thermodynamics. Journal of Phase Equilibria and Diffusion, Vol. 17, Nr. 1 / Jan. 1996. Springer, Boston
- "Max Margules—A Cocktail of Meteorology and Thermodynamics", Jaime Wisniak, Journal of Phase Equilibria Vol. 24 No. 2 2003, p103-109